# Последњи
„Последњи” је југословенски ТВ филм из 1973. године. Режирао га је Стево Жигон а сценарио је написан по делу Максима Горког.

## Улоге
| Глумац                 | Улога |
| ---------------------- | ----- |
| Иван Бекјарев          |       |
| Александар Берчек      |       |
| Светлана Бојковић      |       |
| Војислав Воја Брајовић |       |
| Неда Огњановић         |       |
| Огњанка Огњановић      |       |
| Миодраг Радовановић    |       |
| Зоран Ристановић       |       |
| Марко Тодоровић        |       |
| Јелена Жигон           |       |
| Стево Жигон            |       |